# 青邨記念館
青邨記念館（せいそんきねんかん）は、かつて岐阜県中津川市にあった、中津川市立の美術館・記念館。条例に基づく名称は中津川市青邨記念館。

## 概要
中津川市出身の日本画家、前田青邨の偉業を記念し、1966年（昭和41年）開館する。当時の中津川市長が前田青邨の同級生で出身地に記念館をつくることを提案し実現した。
前田青邨がこの「青邨記念館」開館を記念して寄贈した「富士」などの作品（本画）や、代表作の下図が展示されている。
2009年11月24日、一部の作品（絵画「富士」、掛け軸「鮎」）の盗難事件が発生し、休館となった。その後施設の老朽化もあり、2015年6月に閉館。建物は取り壊された。
同館にあった作品（本画28点、下図23点、素描56点）、書状、資料などは、近くの中津川市苗木遠山史料館に保管されており、年に1，2回公開されるものの、常設展示はされていない。

## 主な展示作品
- 「洞窟の頼朝」（下図）
- 「石橋」（下図）　皇居長和殿石橋の間壁画
- 「富士」（本画）　※2009年盗難
- 「白河楽翁公」（本画）　院展出品
- 「三日月」（本画）　日展出品

## 交通

### 自動車
- 中央自動車道中津川ICより国道257号（中津川有料道路経由）で約6km。

### 公共交通機関
- 中央本線中津川駅より、北恵那交通付知峡・広域市民病院線「付知峡倉屋温泉」「付知峡権四薙」行きで「苗木」バス停下車、徒歩約30分。

## 周辺施設
- 苗木城跡
- 中津川市苗木遠山史料館